# Атени
Атени (груз. ატენი) — средневековый город в Грузии, находящийся в долине реки Тана, по обоим берегам водоёма.

## История
Город был построен в XI веке грузинским царем Багратом IV (1018—1072).
Город был защищён тремя крепостями, расположенными неподалёку от Атени: крепостью Атени, крепостью Вере и Декцихе.
В XIII—XVII веках город ещё считался важным местом в стране, но в XVIII веке его значение стало снижаться, и постепенно город превратился в деревню.

## Современное состояние
На сегодняшний день в районе Атени находятся два грузинских села: Диди Атени и Патара Атени. Они относятся к Горийскому району, области Шида Картли.